# Shia LaBeouf
Shia Saide LaBeouf (/ˈʃaɪ.ə ləˈbʌf/; ur. 11 czerwca 1986 w Los Angeles) – amerykański aktor filmowy i telewizyjny, reżyser, scenarzysta i producent filmowy, a także raper Rap Pi. Grał w serialu Świat nonsensów u Stevensów oraz filmie Indiana Jones i Królestwo Kryształowej Czaszki i serii Transformers.

## Życiorys

### Wczesne lata
Urodził się w Kalifornii jako jedyne dziecko żydowskiej tancerki baletowej i projektantki odzieży Shayny (z domu Said) i wyznawcy pentekostalizmu Jeffreya Craiga LaBeoufa (ur. 1948), francuskiego pochodzenia z Cajun, cyrkowca, artysty komediowego, klowna rodeo i mima. Jego imię pochodzi od hebrajskiego שי-יה, co oznacza 'dar Boży'. Dziadek ze strony matki Szaja „Sam” Yeshayhu Saide (syn Maxa Nochima Zająca Saide i Chany „Anny” Slowy) był polskim Żydem (ur. w 1913 w Białymstoku), a w 1930 przeniósł się do Stanów Zjednoczonych. Babka Mary Ann Rosen (córka Abrahama Rosena i Bessie Cohen) urodziła się w Nowym Jorku w rodzinie rosyjskich Żydów.
Shia został ochrzczony w Angelus Temple. Jego ojciec, weteran wojny wietnamskiej, pracował dorywczo w wielu nowych miejscach pracy i był uzależniony od heroiny, w latach 1981–1983 odbył karę więzienia za zbrodnię określaną jako „napaść z zamiarem dokonania gwałtu”. Rodzice LaBeoufa w końcu rozwiedli się z powodu problemów finansowych.
Uczęszczał do 32nd Street Visual USC Performing Arts Magnet (LAUSD), ukończył Alexander Hamilton High School w Los Angeles.

### Kariera
Przed rozpoczęciem kariery aktorskiej, LaBeouf pracował jako komik. W wieku dziesięciu lat zaczął występować w sąsiednich klubach ze stand-up. Później przez Yellow Pages znalazł agenta i własnego menedżera. Mając dwanaście lat, w 1998 zadebiutował w komedii telewizyjnej Śniadanie z Einsteinem (Breakfast with Einstein) u boku Thomasa Gottschalka, Cheecha Marina, Priscilli Presley i Bena Fostera, Bożonarodzeniowa ścieżka (The Christmas Path) z Dee Wallace i Vincentem Spano oraz przygodowej komedii kryminalnej Małpi biznes (Monkey Business) z udziałem Billy’ego Drago i Jaya Thomasa. Pojawił się także w jednym z odcinków sitcomu NBC Karolina w mieście (Caroline in the City, 1998). Stał się znany wśród młodych widzów po zagraniu roli Louisa Stevensa w serialu Disney Channel Świat nonsensów u Stevensów (Even Stevens, 2000–2003), za którą później był dwukrotnie nominowany do Young Artist Award (2000–2001) i zdobył nagrodę Emmy Daytime (2003).
Po gościnnym udziale w serialach takich jak Dotyk anioła (1999), Z Archiwum X (1999) czy Ostry dyżur (2000), na dużym ekranie zadebiutował w komediodramacie przygodowym Andrew Davisa Kto pod kim dołki kopie... (2003) w roli Stanleya, niesłusznie oskarżonego o kradzież i osadzonego w zakładzie poprawczym nastolatka. Za rolę 17-letniego Kale’a Brechta, który w czasie odbywania domowego aresztu obserwuje swoich sąsiadów i zaczyna podejrzewać, że jeden z nich jest seryjnym mordercą w dramacie kryminalnym D.J. Caruso Niepokój (Disturbia, 2007) otrzymał dwie nagrody Teen Choice Awards.
Rozpoznawalność przyniosła mu postać licealisty Sama Witwicky’ego, który ma za zadanie zapobiec eskalacji konfliktu pomiędzy dwiema zwaśnionymi frakcjami inteligentnych maszyn, które swój rodowód wzięły z popularnego serialu animowanego i serii komiksów w trzech filmach fantastycznonaukowych serii: Transformers (2007), Transformers: Zemsta upadłych (2009) i Transformers 3 (2011). Użyczył również głosu tej postaci w grach: Transformers: The Game (2007) i Transformers: Zemsta upadłych (2009).
W filmie Stevena Spielberga Indiana Jones i Królestwo Kryształowej Czaszki (Indiana Jones and the Kingdom of the Crystal Skull, 2008) u boku Harrisona Forda wcielił się w postać Mutta Williamsa. W 2008 został laureatem nagrody BAFTA Orange Rising Star Award. W dramacie Olivera Stone’a Wall Street: Pieniądz nie śpi (2010) zagrał postać młodego maklera giełdowego, wciągającego do współpracy skompromitowanego Gordona Gekko (Michael Douglas).
W czerwcu 2012 roku islandzki zespół Sigur Rós wydał teledysk do piosenki „Fjögur píanó”, przedstawiającej „mężczyznę i kobietę zamkniętą w niekończącym się cyklu uzależnienia i pożądania”, w którym LaBeouf wystąpił nago. W lutym 2013 został zastąpiony przez Bena Fostera podczas prób teatralnych na Broadwayu, w sztuce Lyle’a Kesslera Sieroty.

## Życie prywatne
Inspiruje się grą aktorów takich jak Gary Oldman, Dustin Hoffman i Jon Voight (z którym grał w filmie Transformers). 27 lipca 2008 roku uczestniczył w wypadku w Los Angeles. Jego Ford F-150 został uderzony przez samochód, który wyjechał na czerwonym świetle. Po wyczuciu przez policjantów od aktora alkoholu został zatrzymany pod zarzutem prowadzenia pojazdu po alkoholu, zatrzymano mu prawo jazdy. Pasażerką LaBeouf była Isabel Lucas. Aktorka doznała niewielkich obrażeń. Dwa dni później rzecznik aktora poinformował, że LaBeouf nie jest winny spowodowania wypadku, a w 2009 roku oświadczył, że przeszedł trzy operacje ręki. W maju 2010 roku podczas wywiadu powiedział, że w pełni odzyskał ruch w palcach.
Spotykał się z Hilary Duff (2002), Kiely Williams (2003), Chiną Brezner (2004–2007), Rihanną (2007), Megan Fox (2008), Isabel Lucas (2008), Carey Mulligan (2009–2010), Karolyn Pho (2010–2012), a później Mią Goth, z którą w 2016 wziął ślub.
W listopadzie 2014 przedstawił instalację #IAMSORRY, w trakcie której został seksualnie napastowany przez roznegliżowaną kobietę. Jego współpracownik, komentując po wydarzeniu zastosowane środki bezpieczeństwa wskazał napis „Do not murder the artist”.

### Religia
LaBeouf w 2004 napisał rozdział do książki autorstwa Judea Perla, zatytułowanej I am Jewish, w której opisywał swoją relację z Bogiem, w świetle przestrzegania przykazań judaizmu. W październiku 2014 w wywiadzie dla magazynu Interview powiedział: „Odnalazłem Boga podczas kręcenia filmu Furia. Stałem się chrześcijaninem. [...] Brad Pitt odegrał ważną rolę w pokierowaniu mną przez to”.
W sierpniu 2022 w wywiadzie z biskupem Robertem Barronem LaBeouf wyznał, że podjął decyzję o konwersji na katolicyzm po przygotowaniach do filmu o Ojcu Pio oraz po pobycie w klasztorze kapucynów. Stwierdził, że tzw. Msza Trydencka miała kluczową rolę w jego nawróceniu. W dniach 30–31 grudnia 2023 r. LeBouf przyjął sakrament bierzmowania, którego udział mu biskup Robert Barron.

## Filmografia

### Filmy fabularne
| Rok  | Tytuł                                                                                               | Rola                         | Reżyser                     |
| ---- | --------------------------------------------------------------------------------------------------- | ---------------------------- | --------------------------- |
| 1998 | Bożonarodzeniowa ścieżka (The Christmas Path)                                                       | Cal                          | Bernard Salzmann            |
| 1998 | Śniadanie z Einsteinem (Breakfast with Einstein, TV)                                                | Joey                         | Craig Shapiro               |
| 1998 | Małpi biznes (Monkey Business)                                                                      | Wyatt                        | Paulette Victor-Lifton      |
| 2001 | Bangkok Haunted (Hounded, TV)                                                                       | Ronny van Dussel             | Neal Israel                 |
| 2002 | Wyznania Tru (Tru Confessions, TV)                                                                  | Edward „Eddie” Walker        | Paul Hoen                   |
| 2003 | Bitwa pod Shaker Heights (The Battle of Shaker Heights)                                             | Kelly Ernswiler              | Efram Potelle, Kyle Rankin  |
| 2003 | W ukrytej kamerze (The Even Stevens Movie, TV)                                                      | Louis Stevens                | Sean McNamara               |
| 2003 | Aniołki Charliego 2: Zawrotna szybkość (Charlie’s Angels 2: Full Throttle)                          | Max Petroni                  | McG                         |
| 2003 | Głupi i głupszy 2: Kiedy Harry poznał Lloyda (Dumb and Dumberer: When Harry Met Lloyd)              | Lewis                        | Troy Miller                 |
| 2003 | Kto pod kim dołki kopie... (Holes)                                                                  | Stanley Yelnats IV „Caveman” | Andrew Davis                |
| 2004 | Ja, robot (I, Robot)                                                                                | Farber                       | Alex Proyas                 |
| 2005 | Najwspanialsza gra w dziejach (The Greatest Game Ever Played)                                       | Francis Ouimet               | Bill Paxton                 |
| 2005 | Nausicaä z Doliny Wiatru (Nausicaä of the Valley of the Wind)                                       | Asbel (głos)                 | Hayao Miyazaki              |
| 2005 | Constantine                                                                                         | Chas Kramer                  | Francis Lawrence            |
| 2006 | Bobby                                                                                               | Cooper                       | Emilio Estevez              |
| 2006 | Wszyscy twoi święci (A Guide to Recognizing Your Saints)                                            | młody Dito                   | Dito Montiel                |
| 2007 | Niepokój (Disturbia)                                                                                | Kale Brecht                  | D.J. Caruso                 |
| 2007 | Na fali (Surf's Up)                                                                                 | Cody Maverick (głos)         | Ash Brannon, Chris Buck     |
| 2007 | Transformers                                                                                        | Sam Witwicky                 | Michael Bay                 |
| 2008 | Indiana Jones i Królestwo Kryształowej Czaszki (Indiana Jones and the Kingdom of the Crystal Skull) | Mutt Williams                | Steven Spielberg            |
| 2008 | Eagle Eye                                                                                           | Jerry Shaw / Ethan Shaw      | D.J. Caruso                 |
| 2009 | Transformers 2 (Transformers: Revenge of the Fallen)                                                | Sam Witwicky                 | Michael Bay                 |
| 2009 | Zakochany Nowy Jork (New York, I Love You)                                                          | Jacob                        | Shekhar Kapur               |
| 2010 | Wall Street: Pieniądz nie śpi (Wall Street: Money Never Sleeps)                                     | Jacob „Jake” Moore           | Oliver Stone                |
| 2011 | Transformers 3 (Transformers: Dark of the Moon)                                                     | Sam Witwicky                 | Michael Bay                 |
| 2011 | Maniac                                                                                              | reżyser                      | Shia LaBeouf                |
| 2011 | Born Villain                                                                                        |                              | Shia LaBeouf                |
| 2012 | Howard Cantour.com                                                                                  | –                            | Shia LaBeouf                |
| 2012 | Gangster (Lawless)                                                                                  | Jack Bondurant               | John Hillcoat               |
| 2012 | Reguła milczenia (The Company You Keep)                                                             | Ben Shepard                  | Robert Redford              |
| 2013 | Charlie musi umrzeć (Charlie Countryman)                                                            | Charlie Countryman           | Fredrik Bond                |
| 2013 | Nimfomanka (Nymphomaniac)                                                                           | Jerôme                       | Lars von Trier              |
| 2014 | Furia (Fury)                                                                                        | Boyd „Bible” Swan            | David Ayer                  |
| 2015 | Man Down                                                                                            | Gabriel Drummer              | Dito Montiel                |
| 2017 | Borg/McEnroe. Między odwagą a szaleństwem (Borg McEnroe)                                            | John McEnroe                 | Janus Metz Pedersen         |
| 2019 | Słodziak (Honey Boy)                                                                                | James Lort                   | Alma Har'el                 |
| 2019 | Sokół z masłem orzechowym (The Peanut Butter Falcon)                                                | Tyler                        | Tyler Nilson, Mike Schwartz |
| 2020 | Cząstki kobiety                                                                                     | Sean                         | Kornél Mundruczó            |
| 2022 | Ojciec Pio                                                                                          | Ojciec Pio                   | Abel Ferrara                |
| 2024 | Megalopolis                                                                                         | Clodio Pulcher               | Francis Ford Coppola        |

### Seriale TV
- 1998: Karolina w mieście (Caroline in the City) jako Ethan
- 1999: Jej cały świat (Jesse) jako Moe
- 1999: A teraz Susan (Suddenly Susan) jako Ritchie
- 1999: Dotyk anioła (Touched by an Angel) jako Johnny
- 1999: Z Archiwum X (The X-Files) jako Richie Lupone
- 2000: Ostry dyżur (ER) jako Darnel Smith
- 2000: Luzaki i kujony (Freaks and Geeks) jako Herbert Mascot
- 2000–2003: Świat nonsensów u Stevensów (Even Stevens) jako Louis Anthony Stevens
- 2001: The Nightmare Room jako Dylan Pierce
- 2002: The Proud Family (Rodzina Dumnych) jako Johnny McBride (głos)
- 2003: Project Greenlight
- 2007–2008: Saturday Night Live

### Teledyski
- 2009: „I Never Knew You” – raper Cage[28]
- 2012: „Fjögur Píanó” – Sigur Rós
- 2015: „Elastic Heart” – Sia[29][30]

## Nagrody
- Nagroda BAFTA 2008 Nagroda dla wschodzącej gwiazdy